# B-431
La carretera B-431 és el tram entre Calders i Prats de Lluçanès de la carretera de Sabadell a Prats de Lluçanès, que procedeix de Sabadell, Castellar del Vallès, Sant Llorenç Savall i Monistrol de Calders. Arrenca del punt quilomètric 38,6 de la B-124, a la cruïlla, en forma de punt giratori, d'aquesta carretera amb la N-141c, a l'extrem sud-oest del nucli de Calders. Des d'aquest lloc arrenca cap al nord-oest seguint pel costat de ponent el poble de Calders, i després d'unes quantes giragonses mena a Artés en 5 quilòmetres. Al centre d'Artés, en el lloc on troba, venint de ponent, la carretera BV-4512, trenca en angle recte cap al nord-est per, després d'algunes girades dins i fora del nucli d'Artés, emprendre cap al nord. Així, en 4 quilòmetres des d'Artés arriba al poble d'Horta d'Avinyó. Sempre cap al nord, en 5 quilòmetres més travessa el poble d'Avinyó. En surt cap al nord-est, i en poc més de 10 quilòmetres més arriba a la vila de Prats de Lluçanès.